# Cuspidella urceolata
Cuspidella urceolata är en nässeldjursart som beskrevs av Hirohito 1995    . Cuspidella urceolata ingår i släktet Cuspidella och familjen Campanulinidae. Inga underarter finns listade i Catalogue of Life.